# Courtney Williams
Courtney Williams, née le 11 mai 1994 à Folkston (Géorgie), est une joueuse américaine de basket-ball.

## Biographie
Elle joue à Charlton County High School à Folkston, le même lycée que sa mère Michelle Williams (future Michelle Granger) et dont elle bat le record de 40 points sur une rencontre lors de son année junior avec 42 unités. Elle figure dans le meilleur cinq de la Géorgie lors de son année senior, réussissant une rencontre à 48 points, 21 rebonds, 12 passes décisives, 5 contres et 4 interceptions en finales de l’État. Elle rejoint les Bulls de South Florida où elle débute 3 des 35 rencontres jouées en freshman. Ses moyennes sont de 7,4 points, 3,4 rebonds. En sophomore, son temps de jeu passe de 15,3 à 30,4 minutes pour 16,3 points, 7,5 rebonds et 2,4 passes décisives et une nomination dans le meilleur cinq de l'American Athletic Conference. Elle débute toutes les rencontres de son année junior avec 20,3 points, la meilleure performance de l'ACC et la neuvième au niveau national avec 20 fois au moins 20 points, dont dix consécutifs. Ses 710 points établissent un nouveau record de l'université sur une saison. En senior, elle inscrit 763 points. Elle réalise la cinquième meilleure performance à trois points d'USF (42,6 %), sixième aux passes décisives (318), troisième aux rebonds (931), douzième aux interceptions (163), la deuxième aux points (2 304) dépassée par la seule Jessica Dickson. Elle est l'un des 15 finalistes du Trophée Wooden et élue meilleure étudiante athlète de l'AAC. Elle est de nouveau élue dans le meilleur cinq de l'AAC.
Elle est le quatrième choix de la draft WNBA 2016 par le Sun du Connecticut. Elle est le plus haut choix  de la draft d'USF derrière la joueuse de softball Monica Triner en 1999
Le 25 juin 2016, elle est échangée par le Mercury avec les droits sur Jillian Alleyne sélectionnée au second tour de la draft WNBA 2016, et le second tour de la draft WNBA 2017 précédemment acquis par Connecticut auprès des Stars de San Antonio contre l'ancienne All-Star du Sun Kelsey Bone. 
Après la saison WNBA 2016, elle rejoint le club turc de Girne Universitesti.
Lors la saison WNBA 2017, elle bat son record personnel avec 27 points inscrits le 8 août 2017 lors de la victoire 84-71 face au Storm de Seattle.
Elle dispute la saison 2017-2018 en Australie avec Perth Lynx avec des moyennes de 21,3 points, 6,9 rebonds, 4,0 passes décisives et 2,2 interceptions par rencontre en 22 matchs de saison régulière.

## Équipe nationale
Elle est membre de l'équipe nationale américaine qui dispute le Mondial universitaires 2015 et remporte la médaille d'or à Gwangju en Corée du Sud. Contre la Chine, elle est la meilleure marqueuse des siennes avec 18 points. Menée de 15 points par le Japon, les Américaines s'imposent en prolongation avec Williams décisive. Les États-Unis remportent la finale face au Canada 82 à 63 avec 15 points et 10 rebonds pour Williams.

## Clubs
- 2008-2012 :  Charlton County HS
- 2012-2016 :  Bulls de South Florida

WNBA
- 2016 :  Mercury de Phoenix
- 2016-2019 :  Sun du Connecticut
- 2020-2022:  Dream d'Atlanta
- 2023-2023: Sky de Chicago
- 2024- : Lynx du Minnesota

Étranger
- 2016-2017 :  Girne Universitesti
- 2017-2018 :  Perth Lynx

## Palmarès
- Mondial universitaires 2015

## Distinctions individuelles
- Meilleur cinq de l'American Athletic Conference (2014, 2015, 2016)
- Meilleur cinq de la WNBL (2018)
Suzy Batkovic
Liz Cambage[12]

## Statistiques à South Florida
| Année   | Équipe        | GP  | Points | FG%  | 3P%  | FT%  | RPG | APG | SPG | BPG | PPG  |
| 2012-13 | South Florida | 33  | 245    | 41.9 | 32.4 | 72.5 | 3.4 | 0.9 | 0.8 | 0.4 | 7.4  |
| 2013-14 | South Florida | 36  | 586    | 43.8 | 27.4 | 76.7 | 7.5 | 2.4 | 1.0 | 0.5 | 16.3 |
| 2014-15 | South Florida | 35  | 710    | 42.0 | 36.9 | 78.9 | 7.5 | 3.3 | 1.6 | 0.9 | 20.3 |
| 2015-16 | South Florida | 34  | 763    | 42.6 | 38.2 | 69.7 | 8.4 | 2.6 | 1.3 | 0.9 | 22.4 |
| Career  | South Florida | 138 | 2304   | 42.6 | 35.3 | 74.6 | 6.7 | 2.3 | 1.2 | 0.7 | 16.7 |